# John Bray
John Bray (Middleport, Nueva York, 19 de agosto de 1875 - San Francisco, California, 18 de marzo de 1949) fue un atleta estadounidense que corrió a finales del siglo XIX y que era especialista en las carreras de media distancia.
En 1900 tomó parte en los Juegos Olímpicos de París, en la que ganó la medalla de bronce en los 1500 metros, al quedar por detrás Charles Bennet y Henri Deloge. También disputó la carrera de los 800 metros, en la que finalizó en sexta posición.

## Grandes marcas
•	800 metros. 1' 55.3", en 1900
•	1500 metros. 4' 07.2", en 1900
•	Milla. 4' 43.6", en 1899